# クラウディア・シェインバウム
クラウディア・シェインバウム・パルド（スペイン語: Claudia Sheinbaum Pardo, 1962年6月24日 - ）は、メキシコの政治家、科学者。同国第59代大統領（2024年10月1日就任）。同国初の女性大統領となった。2018年から2023年まで、女性およびユダヤ系として初めて首都メキシコシティの市長を務めた。
のちに大統領となるアンドレス・マヌエル・ロペス・オブラドールがメキシコシティ市長であった2000年から2006年にかけて市の環境局長を、2015年から2017年にかけて市内トラルパンの区長をそれぞれ務めた。2018年のメキシコシティ市長選挙に左派の政党連合「ともに歴史をつくる」の候補者として立候補し、犯罪との戦いとゾーニング関係条例の制定を掲げて当選した。
本業はメキシコ国立自治大学（UNAM）で博士号を取得した科学者で、エネルギーや環境、持続可能な開発に関する100本以上の論文と2冊の著書を著している。2007年にノーベル平和賞を受賞した気候変動に関する政府間パネル（IPCC）にも加わり、2018年には英国放送協会（BBC）の「100人の女性」に選出された 。あだ名は「博士」（ラ・ドクトーラ、la Doctora）。

## 経歴
メキシコシティの世俗的なユダヤ人の家庭に生まれる。父方の祖父母は1920年代にリトアニアからメキシコシティに移住したアシュケナジム、母方の祖父母は1940年代初頭にブルガリアのソフィアからホロコーストを逃れてきたセファルディムであった。かつてはユダヤ教の祭日のたびに、祖父母の自宅でお祝いをした 。
父のカルロス・シェインバウム・ヨセレビッツは化学技術者、母のアニエ・パルド・セモは生物学者でUNAM名誉教授、兄のフリオは物理学者という学者一家であった。妹のアドリアナはアメリカ在住の教師で、コロンビア出身の映画監督であるロドリゴ・ガルシアと結婚している（ロドリゴの父のガブリエル・ガルシア＝マルケスは、ノーベル文学賞作家でもある）。
制度的革命党（PRI）の長期政権に批判的な政治家や知識人を両親は支援していた。

### 研究者時代
UNAMで物理学を専攻し、1989年に学士号を、1994年に修士号を、1995年にエネルギー工学の博士号を取得した。1991年から1994年にかけて、アメリカ合衆国カリフォルニア州のローレンス・バークレー国立研究所に在籍し、博士論文のテーマとしたメキシコの公共交通機関におけるエネルギー利用について分析した。
1995年にUNAM工学研究院に入り、1999年には工学・技術イノベーション分野の若手研究者に贈られる学内の最優秀賞を授与された。メキシコ科学アカデミーの会員や国家認定研究者にも選ばれた。
その後は一時期政府の役職を務めたが、2006年にUNAMに戻った。その翌年にはエネルギーと産業の分野の専門家として国際連合の気候変動に関する政府間パネル（IPCC）に参画し、第4次評価報告書の「気候変動の軽減」と題するトピックの共同執筆者となった。IPCCは同年、ノーベル平和賞を受賞した。2013年にも、その第5次評価報告書を産業分野の11人の専門家とともに共同で執筆した。

### 政界へ
UNAM在学時から、のちの民主革命党の青年運動のさきがけとなる学生自治会に所属していた。
2000年11月、当時メキシコシティ市長であったアンドレス・マヌエル・ロペス・オブラドールから、メキシコシティの環境局長に指名され、翌月就任した。2006年5月に退任するまで、メキシコシティ市内における電気自動車登録センターの建設に責任を負ったほか、新たなバス・ラピッド・トランジット（BRT）であるメトロバスの導入や環状道路アニージョ・ペリフェリコの立体化も監督した。
ロペス・オブラドールの大統領選挙出馬に際しては、2006年は広報担当に、2012年には環境・天然資源相候補に指名された。2014年には民主革命党を離党し、ロペス・オブラドールの国民再生運動（MORENA）に移った。
2015年末には市内トラルパンの区長に就任し、MORENAと労働党（PT）、社会結集党（PES）からなる政党連合「ともに歴史をつくる」のメキシコシティ市長選挙統一候補に指名されるまで在職した。

### メキシコシティ市長時代

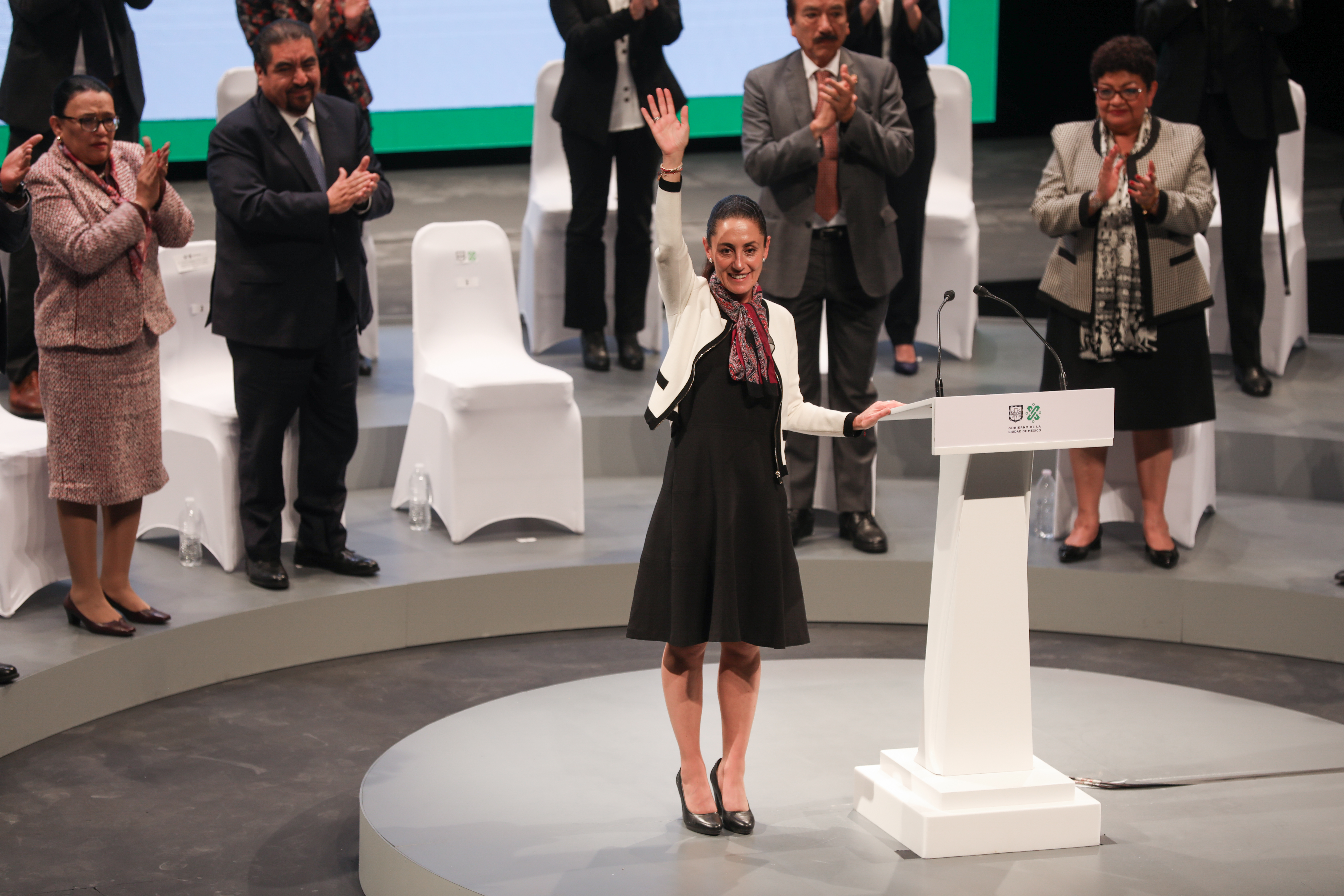
市長就任直後、人事を発表するため市立劇場の演台に立つシェインバウム

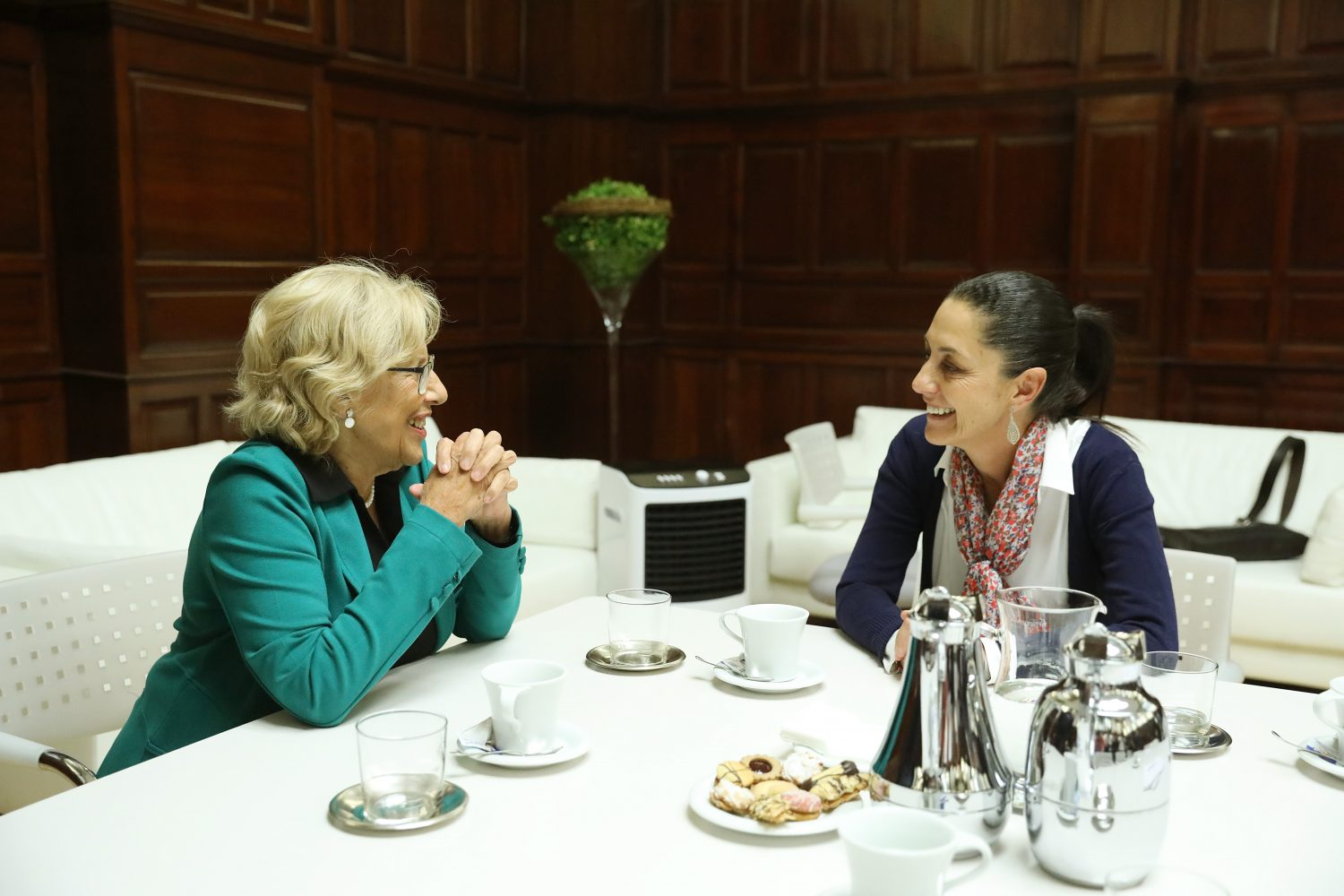
スペイン首都マドリードのシベレス宮で、マドリード市長のマヌエラ・カルメーナ・カストリージョ（当時）と

2017年8月、MORENA党内で翌年に控えたメキシコシティ市長選挙の候補者に選出された。シェインバウムは政策の重点課題として、犯罪との戦いや行き過ぎた開発を抑制するためのゾーニング法の施行を挙げた。その結果、2018年7月1日に行われた市長選挙で他の6人の候補者をくだして当選し、女性およびユダヤ系として初めてのメキシコシティ市長となった（代行も含めれば、ロザリオ・ロブレスに次いで2人目の女性市長）。
2019年6月、シェインバウムは今後6か年の環境計画を発表し、大気汚染の30%軽減、1500万本の植林、プラスチックの使い捨て禁止とリサイクルの推進、新たなゴミ処理場の建設、すべての家庭への上水道の整備、100キロメートルにおよぶトロリーバスとメトロバス網の建設、太陽熱による湯沸かし設備と太陽光パネルの導入などを掲げた。
2019年9月にはメキシコシティ地下鉄の近代化のため、今後5年間で400億ペソを投資すると表明した。市内の交通渋滞緩和のため、200キロメートルにおよぶ自転車専用レーンの設置、6カ所の駐輪場の建設、公共交通機関への補助金の増額、イスタパラパ地区におけるケーブルカー（カブレブス）の導入なども進められた。
教育分野では、就学前の児童から中等学校生徒までの120万人を対象にした「ミ・ベカ・パラ・エンペサール」奨学金制度が創設された。ロザリオ・カステジャノス高等教育研究院と健康科学大学が開学されたほか、芸術やスポーツ、教育、市民活動の促進を目的として各地区にピラーレスと呼ばれるコミュニティセンターが開設された。2021年には市長財団というシンクタンクから、新型コロナウイルス感染症の世界的流行への対処を評価され、同年の世界市長賞にノミネートされた。感染を防ぐため衛生マスクを自らつけて市民にも奨励し、当時のオブラドール大統領がマスクを拒否したことと対照的だった。
2021年には、市内にあったクリストファー・コロンブス像を移設した。
殺人発生率を減らすなど治安改善でも成果を上げたが、2021年メキシコシティ地下鉄高架橋崩落事故では非難を浴びた。

### 大統領選
2023年6月12日、シェインバウムは来年に予定されている大統領選挙を見据え、メキシコシティ市長を辞職すると表明し、6月16日をもって辞職した。9月6日には党内の予備選挙で元外務相のマルセロ・エブラルドをくだし、党の大統領候補に選出された。大統領候補として、シェインバウムは過去の歴代大統領の新自由主義的な経済政策を批判し、そういった政策が国内の貧富の格差を拡大させてきたと主張している。
2024年6月2日に執行された大統領選挙では6割前後を得票し、3割未満にとどまった元ミゲル・イダルゴ区長のソチル・ガルベスが敗北を認めて当選が確実となった。

### 大統領（2024-）
2024年10月1日の大統領就任式に旧宗主国であるスペイン国王フェリペ6世を招待せずに、ペドロ・サンチェス首相を招待した。メキシコ政府は、1521年にエルナン・コルテスらスペイン軍に植民地化が行われてから、先住民の人権侵害を犯しているということを挙げた。スペイン当局は反発し、就任式の出席を取り止めた。
2024年11月26日、アメリカのドナルド・トランプ元（次期）大統領は、メキシコから流入する薬物と不法移民を問題視。2025年1月20日の大統領就任初日にメキシコからの全輸入品に対し関税を25％に引き上げること表明した。同月27日、シェインバウムは、記者会見の中でトランプに書簡を送ることを公表。内容は、前述のトランプの発言を受けて書かれたもので「脅しも関税も、移民や薬物摂取の問題を解決することにはならない」とするものであった。
2025年2月3日、アメリカのドナルド・トランプ大統領がメキシコからの輸入品に25％の関税を課すことが発表された。シェインバウムは報復措置を講じる用意があると語った。メディアによると豚肉やチーズ、鉄鋼、アルミニウムに20%の関税をかける方針だと示唆している。

## 政治的立場
フェミニストを自認している。メキシコでは、女性を狙う殺人（フェミサイド）や性犯罪が深刻で、2024年の大統領選では運動最終日の5月29日に「女性が恐怖を感じることのない、暴力のない生活を実現する」と支持者に表明した。また、LGBTの権利を擁護しており、メキシコシティ市長時代には市内の学校の制服にジェンダーレスなタイプを導入した。2022年には歴代のメキシコシティ市長として初めて、市内で開催されたプライドパレードに参加した。

## 人物
1986年に政治家のカルロス・イマス・ヒスペルトと知り合い、1987年から2016年まで結婚していた。ふたりには1女マリアナ（1988年生まれ、2019年時点でカリフォルニア大学サンタクルーズ校の哲学の博士課程に在籍）が生まれたほか、カルロスの連れ子としてロドリゴ・イマス・アラルコン（1982年生まれ、映画監督）がいる。
2016年、メキシコ銀行でファイナンシャル・リスク・アナリストをしていたヘスス・マリア・タリーバと付き合い始めた。ヘススとは学生時代の1980年代に、もともと親交があった。2023年11月、シェインバウムはソーシャルメディアで結婚を発表した。
2020年10月27日には新型コロナウイルス感染症の検査で陽性が確認されたが、無症状であった。

## 主要著作
これまでにエネルギーや環境、持続可能な開発に関連した100本以上の論文と2冊の著書を著している。その主なものを掲げる。
- Consumo de energía y emisiones de CO2 del autotransporte en México y Escenarios de Mitigación, Ávila-Solís JC, Sheinbaum-Pardo C. 2016.
- Decomposition analysis from demand services to material production: The case of CO2 emissions from steel produced for automobiles in Mexico, Applied Energy, 174: 245–255, Sheinbaum-Pardo C. 2016.
- The impact of energy efficiency standards on residential electricity consumption in Mexico, Energy for Sustainable Development, 32:50–61 Martínez-Montejo S.A., Sheinbaum-Pardo C. 2016.
- Science and Technology in the framework of the Sustainable Development Goals, World Journal of Science, Technology and Sustainable Development, 14:2 – 17. Imaz M. Sheinbaum C. 2017.
- Assessing the Impacts of Final Demand on CO2-eq Emissions in the Mexican Economy: An Input-Output Analysis, Energy and Power Engineering, 9:40–54, Chatellier D, Sheinbaum C. 2017.
- Electricity sector reforms in four Latin-American countries and their impact on carbon dioxide emissions and renewable energy, Ruíz- Mendoza BJ, Sheinbaum-Pardo C. Energy Policy, 2010
- Energy consumption and related CO2 emissions in five Latin American countries: Changes from 1990 to 2006 and perspectives, Sheinbaum C, Ruíz BJ, Ozawa L. Energy, 2010.
- Mitigating Carbon Emissions while Advancing National Development Priorities: The Case of Mexico, C Sheinbaum, O Masera, Climatic Change, Springer, 2000.
- Energy use and CO2 emissions for Mexico's cement industry, C Sheinbaum, L Ozawa, Energy, Elsevier, 1998.
- Energy use and CO2 emissions in Mexico's iron and steel industry, L Ozawa, C Sheinbaum, N Martin, E Worrell, L Price, Energy, Elsevier, 2002.
- New trends in industrial energy efficiency in the Mexico iron and steel industry, L Ozawa, N Martin, E Worrell, L Price, C Sheinbaum, OSTI, 1999.
- Mexican Electric end-use Efficiency: Experiences to Date, R Friedmann, C Sheinbaum, Annual Review of Energy and the Environment, 1998.
- Incorporating Sustainable Development Concerns into Climate Change Mitigation: A Case Study, OR Masera, C Sheinbaum, Climate Change and Development, UDLAP, 2000.